# Прудище (Борисовський район)
Прудище (біл. вёска Прудзішча) — село в складі Борисовського району Мінської області, Білорусь. Село підпорядковане Пригородницькій сільській раді, розташоване в північно-східній частині області.